# Stjärnholms kyrka

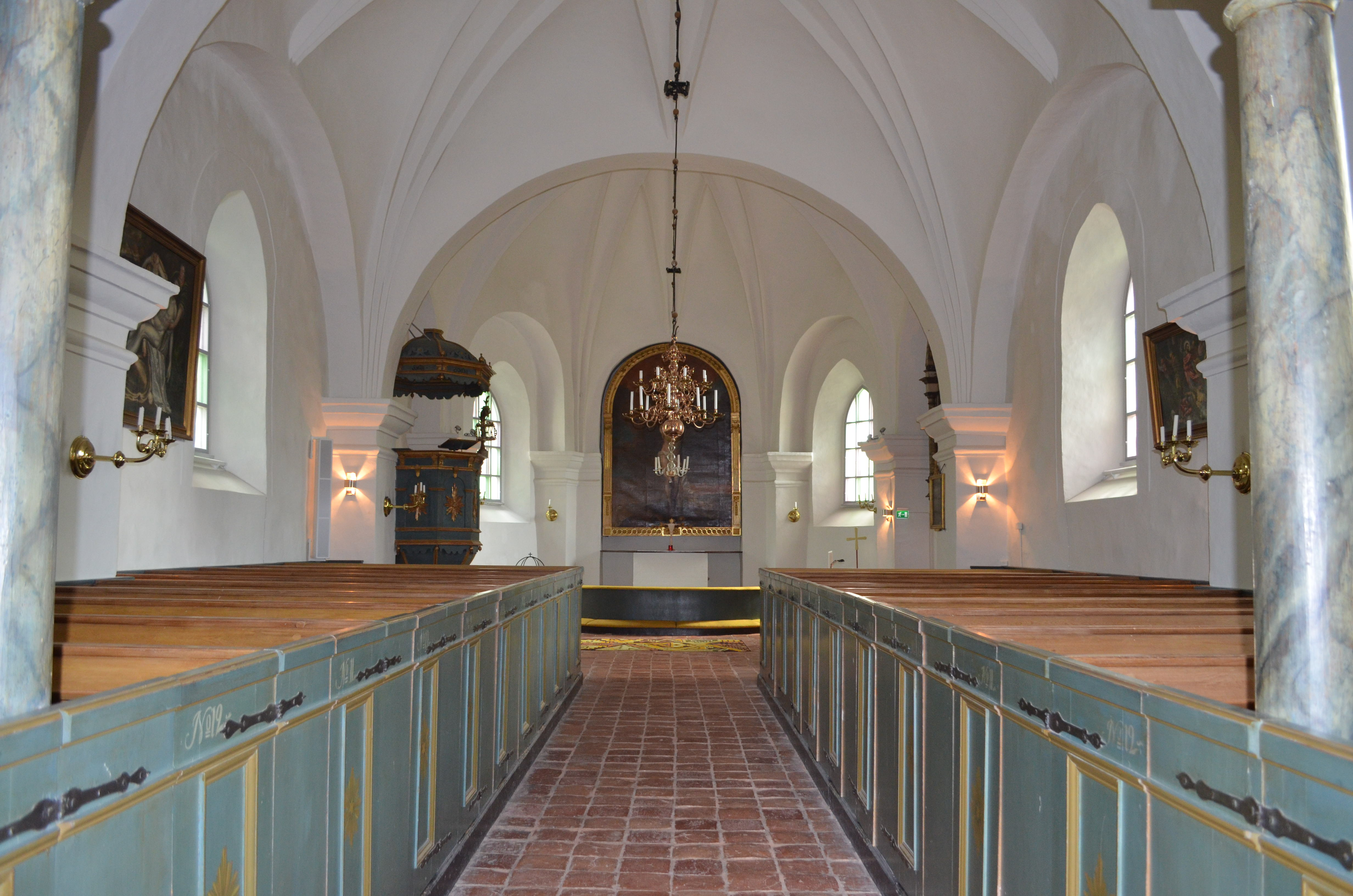
Kyrkorummet.

Stjärnholms kyrka är en kyrkobyggnad som tillhör Oxelösunds församling i Strängnäs stift. Kyrkan ligger vid Stjärnholms stiftsgård mellan Nyköping och Oxelösund.

## Kyrkobyggnaden
Kyrkan består av långhus med ett tresidigt avslutat kor i öster och ett kraftigt lågt kyrktorn i väster. Vid långhusets södra sida finns en vidbyggd sakristia. Murarna är i huvudsak uppförda i natursten, medan sakristian och tornets övre del är uppförda i tegel. Långhuset, koret och sakristian täcks av sadeltak medan tornet täcks av ett pyramidtak. Takbeläggning är enkupigt, rött lertegel.
Kyrkan uppfördes 1671 av Wilhelm Böös Drakenhielm och var ett gårdskapell till Stjärnholms gods. På 1770-talet genomgick kyrkan en omfattande renovering. Initiativtagare var dåvarande slottsherre hovjunkaren Isac Georg de Besche.
När Stjärnholms gods upplöstes 1920 överfördes kyrkan till Sankt Nicolai församling. 1952 övergick kyrkan till den nybildade Oxelösunds församling.
11 maj 2008 öppnades kyrkan igen efter en restaurering. Verksamheten i kyrkan hade då legat i malpåse i elva år.

## Inventarier
- Ett nattvardskärl är tillverkat 1760 av Kilian Kelson.
- Vid korets östvägg finns en altartavla som är avpassad efter korvalvets rundning.
- Nuvarande dopfunt tillkom 1952 och är skulpterad av Erik Sand.

### Orgel
- Nuvarande orgel från 1953 och är tillverkad av Åkerman & Lund Orgelbyggeri, Knivsta. Orgeln har mekanisk traktur och pneumatisk registratur.[1]

| Manual I        | Manual II   | Pedal      | Koppel |
| Gedackt 8´      | Rörflöjt 8´ | Subbas 16´ | I/P    |
| Principal 4´    | Gemshorn 4´ |            | II/P   |
| Mixtur 3-4 chor | Svegel 2´   |            | II/I   |
|                 | Sifflöjt 1' |            |        |
|                 | Tremulant   |            |        |